# Scotoderma viride
Scotoderma viride är en svampart som först beskrevs av Miles Joseph Berkeley, och fick sitt nu gällande namn av Jülich 1974. Scotoderma viride ingår i släktet Scotoderma och familjen Stereaceae.   Inga underarter finns listade i Catalogue of Life.